# Destiny
Destiny er en af De Endeløse, en gruppe af fiktive superhelte, fra Neil Gaimans tegneserier “The Sandman”. Han blev oprindeligt skabt af Marv Wolfman og Berni Wrightson i “Weird Mystery Tales” #1 i 1972, og var fast medlem af den serie såvel som “Secrets of Haunted House”. I Sandman Special #1 blev han desuden refereret til som ‘’Potmos’’.